# 家族通話定額
家族通話定額（かぞくつうわていがく）とはソフトバンク（当時ボーダフォン）が2005年11月1日にサービスをスタートした音声通話定額である。

## 概要
- ボーダフォン時代からの料金プランを利用する場合に申し込みできる。
- 月額315円（税込）で家族割引に加入しているすべての家族回線に対する音声通話が無料になるサービス。
- 定額対象は音声通話である。加入において携帯電話端末の世代は問われないが、旧家族割引サービス（「家族なんです」等）は対象外である。
- TVコールは半額になる。
- 同様のサービスは家族割引とホワイトプランの同時契約時に自動適用されるホワイト家族24として継承されている。